# Thelma Hopkins
Pour les articles homonymes, voir Hopkins.
Ne pas confondre avec la chanteuse et actrice américaine Telma Hopkins.
Thelma Elizabeth Hopkins (née le 16 mars 1936 à Kingston-upon-Hull et morte le 10 janvier 2025 à Edmonton) est une athlète britannique, spécialiste et détentrice du record mondial de saut en hauteur.

## Carrière
Quatrième des Jeux olympiques de 1952, elle remporte le titre des Championnats d'Europe 1954 de Berne, devant la Roumaine Iolanda Balaş avec un saut à 1,67 m. Elle remporte cette même année sous les couleurs de l'Irlande du Nord les Jeux de l'Empire britannique et du Commonwealth.
Le 5 mai 1956, à Belfast, Thelma Hopkins établit un nouveau record du monde du saut en hauteur avec 1,74 m, améliorant de deux centimètres l'ancienne meilleure marque mondiale détenue depuis 1954 par la Soviétique Aleksandra Chudina.
Sélectionnée pour les Jeux olympiques de 1956, à Melbourne, la Britannique se classe deuxième du concours avec un saut à 1,67 m, derrière l'Américaine Mildred McDaniel et à égalité avec la Soviétique Maria Pisaryeva. 

### Palmarès
| Date | Compétition           | Lieu      | Résultat | Marque |
| ---- | --------------------- | --------- | -------- | ------ |
| 1952 | Jeux olympiques       | Helsinki  | 4e       | 1,58 m |
| 1954 | Jeux du Commonwealth  | Vancouver | 1re      | 1,67 m |
| 1954 | Championnats d'Europe | Berne     | 1re      | 1,67 m |
| 1956 | Jeux olympiques       | Melbourne | 2e       | 1,67 m |

### Records
| Épreuve         | Performance | Lieu    | Date       |
| --------------- | ----------- | ------- | ---------- |
| Saut en hauteur | 1,74 m      | Belfast | 5 mai 1956 |